# UNAIDS
UNAIDS, officielt Joint United Nations Programme on HIV/AIDS, er et FN-program, der skal koordinere den globale bekæmpelse af hiv/aids-epidemien. UNAIDS' hovedkvarter ligger i Genève i Schweiz. Programmet ledes af Winni Byanyima.
UNAIDS er finansieret af donationer fra FN's medlemslande, og programmet er sponsoreret af ti medsponsorer: UNHCR, UNICEF, UNDP, UNFPA, UNODC, ILO, UNESCO, WFP, WHO og Verdensbanken.
UNAIDS aktiviteter koordineres med de følgende agenturer: Verdensbanken, UNICEF, UNFPA, UNODC, UNESCO, WHO, WFP og UNDP.